# Şəki (raion)
Şəki est l'une des 78 subdivisions de l'Azerbaïdjan. Le raion entoure la ville de Shaki sans l'inclure.

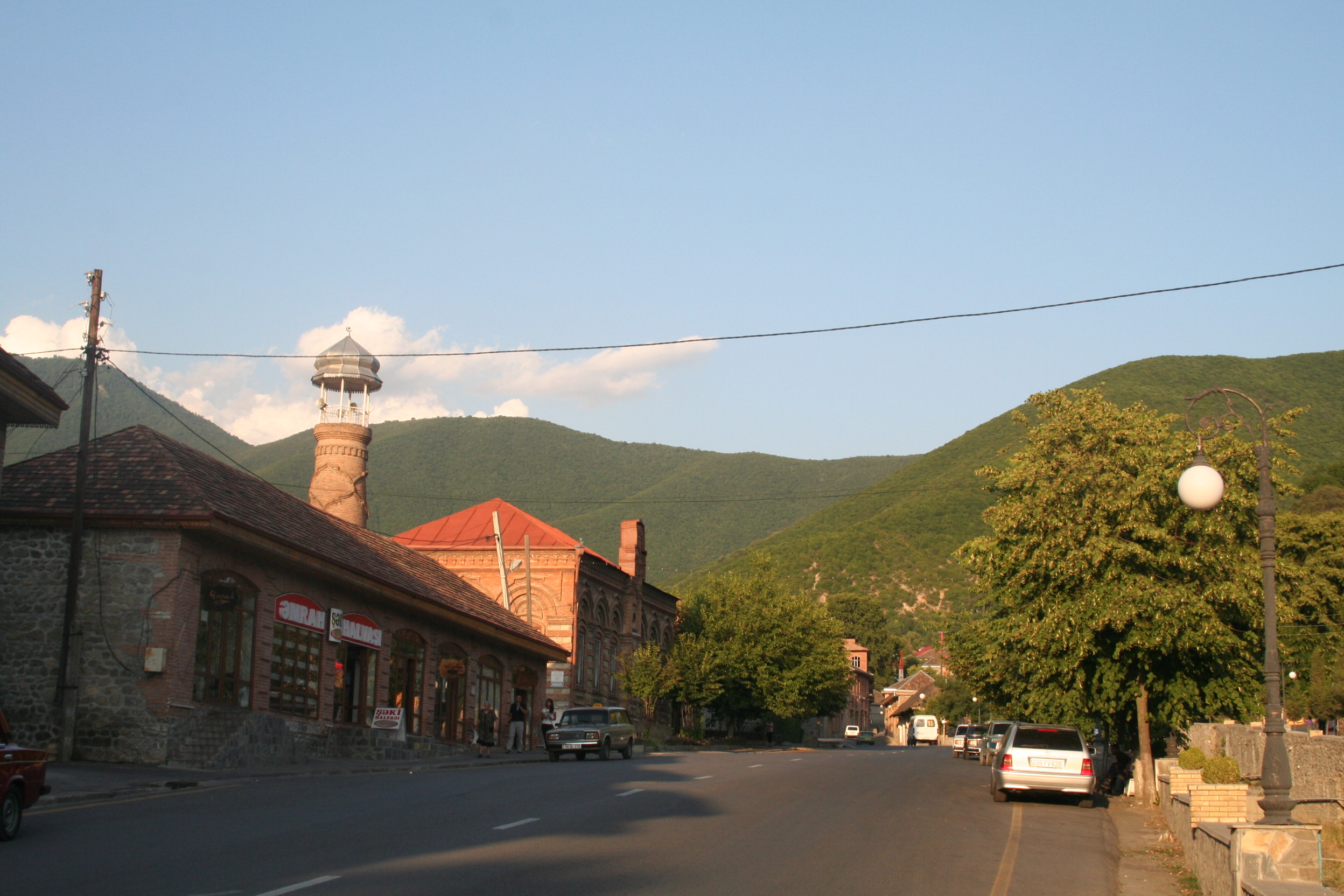
Vue de Shaki